# Landtagswahlkreis Esslingen
Der Wahlkreis Esslingen (Wahlkreis 07) ist ein Landtagswahlkreis in Baden-Württemberg. Er umfasste bei der Landtagswahl 2021 die Gemeinden Aichwald, Denkendorf, Esslingen am Neckar, Neuhausen auf den Fildern, Ostfildern und Wolfschlugen aus dem Landkreis Esslingen. 
Die Grenzen der Landtagswahlkreise wurden nach der Kreisgebietsreform von 1973 zur Landtagswahl 1976 grundlegend neu zugeschnitten und seitdem nur punktuell geändert. Seit der Landtagswahl 2011 gibt es erstmals eine Veränderung im Zuschnitt des Wahlkreises Esslingen. Starkes Bevölkerungswachstum im benachbarten Wahlkreis Nürtingen machte eine Verkleinerung dieses Wahlkreises notwendig. Deswegen wurde 2011 auch die Gemeinde Wolfschlugen an den Wahlkreis Esslingen angegliedert.

## Wahl 2021
Die Landtagswahl 2021 hatte im Wahlkreis Esslingen dieses Ergebnis:
| Direktkandidat     | Partei       | Stimmen in % | Landtagswahl 2016 Stimmen in % |
| ------------------ | ------------ | ------------ | ------------------------------ |
| Andrea Lindlohr    | Grüne        | 35,7         | 32,3                           |
| Andreas Deuschle   | CDU          | 23,8         | 26,0                           |
| Klaus-Dieter Vogel | AfD          | 7,2          | 12,2                           |
| Nicolas Fink       | SPD          | 14,2         | 16,4                           |
| Ferdinand Kiesel   | FDP          | 9,4          | 6,8                            |
| Martin Auerbach    | Die Linke    | 3,8          | 2,8                            |
| Mathias Rady       | ÖDP          | 0,7          | 0,5                            |
| Nicolai Gelbmann   | Die PARTEI   | 1,2          | 0,7                            |
| Gordon-Yves Nothig | Freie Wähler | 2,0          | –                              |
| Hans-Peter Tyrna   | dieBasis     | 0,8          | –                              |
| Anne Newball Duke  | KlimalisteBW | 0,9          | –                              |
| Silvia Boss        | WiR2020      | 0,6          | –                              |

## Wahl 2016
Die Landtagswahl 2016 hatte folgendes Ergebnis:
| Direktkandidat   | Partei     | Stimmen in % | Landtagswahl 2011 Stimmen in % |
| ---------------- | ---------- | ------------ | ------------------------------ |
| Andrea Lindlohr  | GRÜNE      | 32,3         | 26,7                           |
| Andreas Deuschle | CDU        | 26,0         | 36,5                           |
| Wolfgang Drexler | SPD        | 16,4         | 25,4                           |
| Ulrich Sterra    | AfD        | 12,2         | –                              |
| Erdal Özdogan    | FDP        | 06,8         | 04,4                           |
| Martin Auerbach  | DIE LINKE  | 02,8         | 02,4                           |
| Marco Hauke      | PIRATEN    | 00,8         | 01,8                           |
| Jürgen Rudolph   | ALFA       | 00,8         | –                              |
| Wolfgang Bastian | Die PARTEI | 00,7         | –                              |
| Mathias Rady     | ödp        | 00,5         | 00,6                           |
| Eberhard Köhler  | REP        | 00,3         | 01,2                           |
| René Schrade     | NPD        | 00,3         | 00,6                           |

## Wahl 2011
Die Landtagswahl 2011 hatte folgendes Ergebnis:
| Direktkandidat   | Partei        | Stimmen in % | Landtagswahl 2006 Stimmen in % |
| ---------------- | ------------- | ------------ | ------------------------------ |
| Andreas Deuschle | CDU           | 36,5         | 40,1                           |
| Andrea Lindlohr  | GRÜNE         | 26,7         | 11,7                           |
| Wolfgang Drexler | SPD           | 25,4         | 30,9                           |
| Rena Farquhar    | FDP           | 04,4         | 10,2                           |
| Tobias Hardt     | DIE LINKE     | 02,4         | WASG: 2,4                      |
| Erik Kuch        | PIRATEN       | 01,8         | —                              |
| Eberhard Köhler  | REP           | 01,2         | 03,5                           |
| Martin Krämer    | NPD           | 00,6         | 00,4                           |
| Mathias Rady     | ödp           | 00,6         | 00,9                           |
| Tarak Mtibaa     | BIG           | 00,2         | —                              |
| Alexander Graf   | Die Violetten | 00,2         | —                              |
| —                | Sonstige      | —            | 00,0                           |

## Abgeordnete seit 1976
Bei den Landtagswahlen in Baden-Württemberg hat jeder Wähler nur eine Stimme, mit der sowohl der Direktkandidat als auch die Gesamtzahl der Sitze einer Partei im Landtag ermittelt werden. Dabei gibt es keine Landes- oder Bezirkslisten, stattdessen werden zur Herstellung des Verhältnisausgleichs unterlegenen Wahlkreisbewerbern Zweitmandate zugeteilt.
Den Wahlkreis Esslingen vertraten seit 1976 folgende Abgeordnete im Landtag:
| Partei | Art des Mandats | Gewählte |
| ------ | --------------- | --- |
| CDU    | Erstmandat      | Theo Balle 1976, 1980, 1984 Martin Herzog 1988, Mandat niedergelegt zum 30. September 1989 Christa Vossschulte nachgerückt am 2. Oktober 1989; 1992, 1996, 2001, 2006 Andreas Deuschle 2011 |
| CDU    | Zweitmandat     | Andreas Deuschle 2016, 2021 |
| GRÜNE  | Erstmandat      | Andrea Lindlohr 2016, 2021 |
| GRÜNE  | Zweitmandat     | Andrea Lindlohr 2011 |
| SPD    | Zweitmandat     | Elisabeth Nill 1976, 1980, 1984 Wolfgang Drexler 1988, 1992, 1996, 2001, 2006, 2011, 2016, Mandat niedergelegt zum 31. Dezember 2018 Nicolas Fink nachgerückt am 1. Januar 2019, 2021       |
| FDP    | Zweitmandat     | Ernst Waldemar Bauer 1984 |

Zur Landtagswahl 1984 stellten die Grünen aufgrund eines Fristversäumnisses keine Kandidaten in den drei Wahlkreisen des Landkreises Esslingen auf. Dadurch wurde in Verbindung mit der Zweitmandatsregel indirekt der Landtagseinzug des FDP-Kandidaten Bauer begünstigt.